# Trusted Computing Group
Il Trusted Computing Group (TCG), successore del Trusted Computing Platform Alliance (TCPA), è una società nata nel 2003 per la promozione del Trusted Computing.
L'obiettivo principale del TCG è la realizzazione di standard aperti per la realizzazione dell'informatica fidata, una tecnologia che si pone l'obiettivo di rendere ogni dispositivo elettronico all'uscita dalla fabbrica garantito più sicuro da aggiunte indesiderate, attraverso specifici componenti hardware e software. A tale scopo il Trusted Computing Group ha pubblicato le specifiche del Trusted Platform Module, un microchip che garantisce la sicurezza dei dispositivi su cui è installato, del Trusted Software Stack, il software necessario all'utilizzo di tale chip, e del Trusted Network Connect, un protocollo di rete per le comunicazioni sicure.
La società è governata da un gruppo di membri fissi, ovvero AMD, Hewlett-Packard, IBM, Infineon, Intel, Lenovo, Microsoft e Sun Microsystems, a cui si aggiungono, in quanto membri governanti eletti per il 2008, Fujitsu Limited, Seagate Technology e Wave Systems.

## Storia
Il Trusted Computing Group nasce come associazione non profit nel 2003 come seguito della Trusted Computing Platform Alliance, un'analoga iniziativa per lo sviluppo del Trusted Computing. La Trusted Computing Platform Alliance si era formata nel 1999 per opera di Compaq, Hewlett-Packard, IBM, Intel e Microsoft: da essa eredita le specifiche del Trusted Platform Module, alla versione 1.1, per le quali viene immediatamente pubblicata una specifica aperta. Il nuovo gruppo viene creato per iniziativa di AMD, Hewlett-Packard, IBM, Intel, Microsoft, Sony, e Sun Microsystems e altre aziende promotorici, per un totale di 14 membri.
Nel 2004 viene pubblicata la versione 1.2 delle specifiche del Trusted Platform Module, che inizia a essere venduto in grandi volumi. I membri iniziano a suddividersi in gruppi di lavoro per lo sviluppo di sistemi di sicurezza in settori specifici, quali per esempio l'ambito server o mobile. In tale ambito nasce il gruppo per lo sviluppo delle comunicazioni di rete sicure attraverso il protocollo di Trusted Network Connect. Nuove aziende, tra cui Sygate, Symantec, VeriSign e Zone Labs, si uniscono al gruppo, che raggiunge i 98 membri entro la fine dell'anno.
Nel 2005 si raggiungono i 120 membri e VeriSign e Seagate Technology sono elette come membri governanti aggiunti per l'anno, con l'aggiunta di Infineon quale membro promotore. Vengono pubblicate le specifiche del Trusted Network Connect. I gruppi dediti allo sicurezza in ambito mobile, storage e server rilasciano le prime specifiche e le linee guida su quale sarà la politica seguita dal Trusted Computing Group in tali ambiti.
Il 2006 vede Infineon e Lenovo aggiunte come soci governanti stabili, mentre i membri annualmente eletti sono Wave Systems e ancora Seagate. Alle specifiche del Trusted Network Connect vengono aggiunte le definizioni per l'architettura da utilizzare. Il gruppo di lavoro per l'ambito mobile annuncia le future specifiche Mobile Trusted Mobile, per l'implementazione della sicurezza nei telefoni cellulari. Il gruppo raggiunge i 140 membri.
L'anno 2007 vede il raggiungimento dei 170 membri per il gruppo e la pubblicazione di importanti aggiornamenti per la piattaforma Trusted Network Connect: ad essa viene infatti aggiunto il supporto per la piattaforma Java e per le tecnologie VoIP. Viene inoltre garantita l'interoperabilità con l'architettura Microsoft Network Access Protection, garantendo la capacità di funzionamento dei prodotti basati sul TNC con i software della famiglia Microsoft Windows.

## Struttura e membri
Il Trusted Computing Group è diretto da un gruppo di aziende governanti,  che inviano i loro rappresentanti a un Tavolo dei Direttori. I membri governanti possono essere fissi oppure eletti con carica di un anno. I membri governanti e i loro rispettivi rappresentanti sono: Mark Schiller per Hewlett-Packard, attuale presidente del Trusted Computing Group, Garth Hillman per AMD, Seigo Kotani per Fujitsu Ltd, Ron Perez per IBM, Thomas Rosteck per Infineon, David Riss per Intel, David Challener per Lenovo, David Wooten per Microsoft, Scott Rotondo per Sun Microsystems, Bob Thibadeau per Seagate e Brian Berger per Wave Systems.
Il Trusted Computing Group è diviso in gruppi di lavoro (dall'inglese workgroup), ognuno focalizzato su un differente campo dell'implementazione della sicurezza. Ogni Gruppo di Lavoro pubblica periodicamente le specifiche per il settore di cui si occupa. I gruppi di lavoro principali attualmente attivi sono:
- Gruppo per l'implementazione del Trusted Computing nei computer client
- Gruppo per l'implementazione del Trusted Computing nei computer server
- Gruppo per il Trusted Platform Module
- Gruppo per il Trusted Software Stack
- Gruppo per il Trusted Network Connect
- Gruppo per lo storage sicuro
- Gruppo per la riproduzione permanente (Hard Copy)
- Gruppo per le infrastrutture informatiche
- Gruppo per i dispositivi mobile, come telefoni cellulari e palmari.

Le aziende membri del Trusted Computing Group si dividono ancora in membri promotori, le principali aziende interessate allo sviluppo di tecnologie sicure, membri contributori, i membri che contribuiscono attivamente alle attività del gruppo, e membri adottatori, ovvero quelle aziende che adottano le specifiche pubblicate dal gruppo.

### Membri promotori
- AMD
- Hewlett-Packard
- IBM
- Infineon
- Intel Corporation
- Lenovo Holdings Limited
- Microsoft
- Sun Microsystems, Inc.

### Membri contributori
- American Megatrends, Inc.
- ARM Holdings
- Aruba Networks
- Atmel
- AuthenTec, Inc.
- AVAYA
- Broadcom Corporation
- Certicom Corp.
- Citrix Systems, Inc
- Decru
- Dell, Inc.
- DPHI, Inc.
- Emulex Corporation
- Ericsson Mobile Platforms AB
- ETRI
- Extreme Networks
- France Telecom Group
- Freescale Semiconductor
- Fujitsu Limited
- Fujitsu Siemens Computers
- Gemalto NV
- General Dynamics C4 Systems
- Giesecke & Devrient
- Green Hills Software, Inc.
- HID Global
- Hitachi, Ltd.
- Huawei Technologies Co., Ltd.
- Identity Engines
- Infoblox
- Insyde Software Corp.
- InterDigital Communications, LLC
- ITE Tech Inc.
- Juniper Networks, Inc.
- Lancope, Inc.
- Lexar Media, Inc.
- Lexmark International
- Lockheed Martin
- LSI Logic
- Marvell Semiconductor, Inc.
- Matsushita Electric Industrial Co. Ltd (Panasonic)
- McAfee, Inc.
- Mirage Networks
- Motorola Inc.
- NEC
- Neoscale Systems
- Nokia
- Nokia Siemens Networks GmbH & Co. KG
- Nortel
- NTRU Cryptosystems, Inc.
- NVIDIA
- NXP Semiconductors
- Oxford Semiconductor
- Phoenix
- PMC-Sierra
- Renesas Technology Corp.
- Ricoh Company LTD
- RSA, The Security Division of EMC
- Samsung Electronics Co.
- SanDisk Corporation
- Seagate Technology
- SECUDE IT Security GmbH
- Sharp Electronics Corporation
- SMSC
- Sony Corporation
- Spansion LLC
- StepNexus, Inc
- StillSecure
- STMicroelectronics
- Symantec
- Symbian Ltd
- Toshiba Corporation
- Trapeze Networks, Inc.
- Unisys
- UPEK, Inc.
- Utimaco Safeware AG
- VeriSign, Inc.
- VMware, Inc.
- Vodafone Group Services LTD
- Wave Systems
- Western Digital
- Winbond Electronics Corporation

### Membri che adottano le specifiche del TCG
- Apani Networks
- AUCONET GmbH
- Avenda Systems
- Bioscrypt Inc.
- Bit9, Inc.
- BlueCat Networks
- BlueRidge Networks
- BlueRISC, Inc.
- Bradford Networks
- Colubris Networks
- ConSentry Networks
- CPR Tools, Inc.
- Cranite Systems
- Credant Technologies
- Cryptomathic Ltd.
- CryptoMill Technologies
- Dartmouth College
- Enterasys Networks
- Feature Integration Technology, Inc.
- FireScope Inc.
- ForeScout Technologies
- Fortinet Inc.
- Hangzhou Synochip Technology Co., Ltd.
- High Density Devices
- ICT Economic Impact, Ltd.
- IDEX ASA
- Insight International Corp
- IntellaSys
- Link-A-Media Devices
- Lockdown Networks
- Mazu Networks
- O2 Micro
- PatchLink Corporation
- Penza Research Electrotechnical Institute (FGUP "PNIEI")
- Q1 Labs
- SafeBoot
- Safend LTD.
- Shavlik Technologies, LLC
- SignaCert, Inc.
- SII Network Systems Inc.
- Sirrix AG Security Technologies
- SkyRecon Systems
- Softex, Inc.
- Stonewood Electronics Ltd.
- TELUS
- The Boeing Company
- Trust Bearer Labs
- Trust Digital
- UNETsystem
- Universal Data Protection Corporation
- Valicore Technologies, Inc.
- ViaSat, Inc.
- Vormetric Inc.

## Progetti correlati
Gli standard a oggi pubblicati dal Trusted Computing Group sono:
1. Trusted Platform Module[8]: microchip in grado di garantire la sicurezza di ogni dispositivo in cui è installato
2. Trusted Software Stack[9]: software in grado di garantire la sicurezza del funzionamento Trusted Platform Module
3. Trusted Network Connect[10]: protocollo di rete basato sul principio di AAA, per la realizzazione di comunicazioni di rete sicure
4. Mobile Trusted Module[11]: adattamento delle funzionalità del Trusted Platform Module per l'utilizzo in sistemi embedded

Sono state inoltre pubblicate le specifiche per l'utilizzo di tali tecnologie in comuni personal computer, in sistemi server e per la realizzazione di un'architettura di storage sicura.
Diversi membri del Trusted Computing Group hanno progetti indipendenti per l'implementazione del Trusted Computing nei rispettivi prodotti. Intel, con un progetto chiamato Trusted Execution Technology, ha creato le piattaforme vPro e Centrino Pro per computer desktop e Notebook rispettivamente, che includono un Trusted Platform Module; anche AMD, la diretta concorrente di Intel nel campo dei microprocessori, ha lanciato diversi chipset che supportano il Trusted Platform Module, e sta sviluppando una tecnologia di sicurezza denominata Trinity. Microsoft, attraverso un gruppo di lavoro chiamato System Integrity Team, ha implementato il Trusted Computing in alcune versioni di Windows Vista con la tecnologia BitLocker Drive Encryption, che garantisce la sicurezza dei dati attraverso la crittazione dell'intera partizione di sistema.

## Critiche
Sin dalla sua nascita il Trusted Computing Group ha trovato da parte della comunità sostenitrice del software libero una forte opposizione. Richard Stallman, fondatore del progetto GNU e della Free Software Foundation, nel 2002 ha lanciato un pesante attacco al gruppo, in un articolo intitolato Puoi fidarti del tuo computer?. In questo articolo Stallman definisce il Trusted Computing Group come portatore di un'informatica infida, in un gioco di parole inglese tra trusted, fidato e trancherous, infido. Stallman e la comunità open source mettono in dubbio l'effettiva utilità del Trusted Computing, sostenendo che in realtà il gruppo sia nato per garantire una migliore gestione dei diritti digitali da parte dei promotori. Le prime critiche, ispirate da Ross Anderson, un crittografo dell'Università di Cambridge che nel 2002 pubblicò una veemente critica di tale tecnologia, sostenevano che il Trusted Platform Module potesse controllare quali programmi vengano eseguiti nei calcolatori ospitanti e che i produttori utilizzassero tale modulo per obbligare gli utenti a utilizzare i loro prodotti. Nonostante ufficialmente nessuna di queste funzioni sia implementabile da parte del Trusted Computing, nel grande pubblico una notevole diffidenza è rimasta verso questa tecnologia ed esistono diverse comunità di utenti a sfavore dell'adozione del Trusted Computing nei propri personal computer
La comunità open source invece è generalmente meno diffidente verso il Trusted Computing. Il kernel Linux supporta il Trusted Platform Module dalla sua versione 2.6.13, attraverso una serie di patches approvate dallo stesso Linus Torvalds. Esistono in genere diverse implementazioni open source del Trusted Computing tra cui una versione del popolare boot loader GRUB, chiamata TrustedGRUB e diversi Trusted Software Stacks. La Commissione europea cofinanzia un progetto internazionale, chiamato OpenTC, per l'implementazione open source del Trusted Computing sia nei computer che nei dispositivi mobili.